# Aegus jejunus
Aegus jejunus is een keversoort uit de familie vliegende herten (Lucanidae). De wetenschappelijke naam van de soort is voor het eerst geldig gepubliceerd in 1977 door De Lisle.